# Evangelische Kirche (Wollenberg)

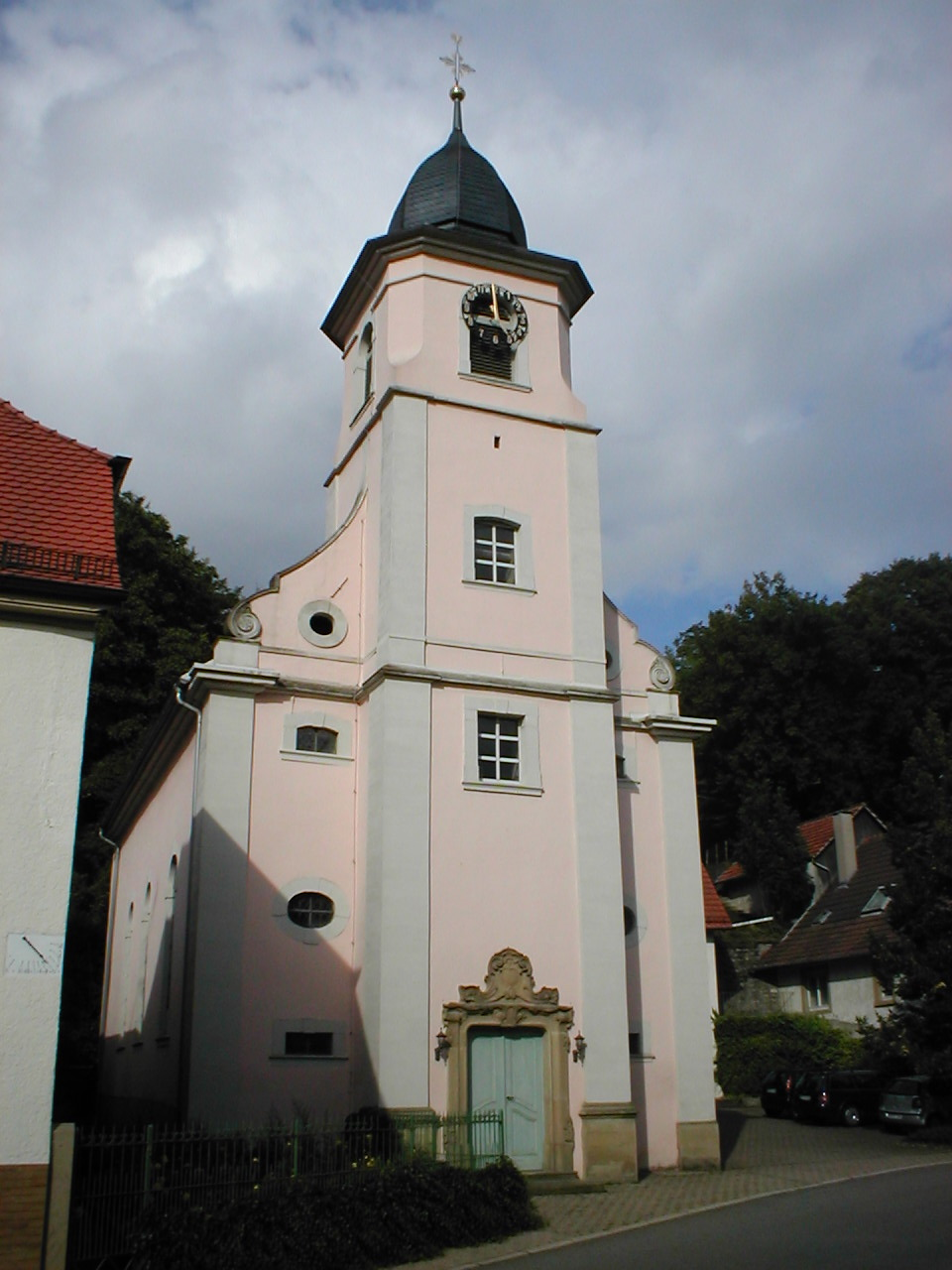
Die evangelische Kirche in Wollenberg

Die Evangelische Kirche in Wollenberg, einem Stadtteil von Bad Rappenau im Landkreis Heilbronn im nördlichen Baden-Württemberg, wurde im 18. Jahrhundert errichtet.

## Geschichte

### Kapelle von 1597
Bis ins späte 16. Jahrhundert gab es in Wollenberg noch keine Kirche. Die wenigen Gläubigen des kleinen Dorfes besuchten die Kirche im nahen Hüffenhardt, wo in der Mitte des 16. Jahrhunderts die Reformation durch die Herren von Gemmingen vollzogen worden war. Nachdem Wollenberg 1592 an die Herren Landschad von Steinach gekommen war, ließ Friedrich Landschad 1597 in Wollenberg eine Kapelle errichten, für deren Betreuung sich seine Witwe Maria im Jahr 1600 an die Herren von Gemmingen-Guttenberg wandte, deren Hüffenhardter Geistlicher die Kapelle künftig mitbetreute. 1620 wurde ein Vertrag zwischen den Landschad und den Herren von Gemmingen über die kirchlichen Verhältnisse geschlossen, der weiterhin die 14-tägliche Betreuung der Wollenberger Kapelle durch den jeweiligen Hüffenhardter Pfarrer vorsah. Die zeitweilig rasch wechselnde Wollenberger Ortsherrschaft versuchte immer wieder, einen eigenen Pfarrer für Wollenberg zu gewinnen, doch war die Stelle in der kleinen Gemeinde so schlecht bezahlt, dass die meisten Pfarrer nur kurz blieben. Von 1622 bis 1631 gab es mit Johann Philipp Brodhagen für längere Zeit einen eigenen Geistlichen in Wollenberg, und 1675/76 verrichtete ein Pfarrer aus Bargen längere Zeit die Gottesdienste, ansonsten kam man gemäß dem Vertrag von 1620 auf den Hüffenhardter Pfarrer zurück. Unter der Ortsherrschaft der Herren Schertel von Burtenbach kam es nach 1702 zum Eklat, als der Wollenberger Ortsherr einen wöchentlichen Gottesdienst anordnete, der Pfarrer Pringsauff sich jedoch 1708 widersetzte und Wilhelm Friedrich Schertel von Burtenbach nicht als seinen Kirchenherren anerkannte, worauf dieser ihn entließ. Daraufhin wurde der Ort vorübergehend von einem Pfarrer Seiler aus Siegelsbach betreut, bevor mit Johann Christoph Kuch aus Schweinfurt ein neuer Geistlicher gefunden war. 1716 kam Wollenberg schließlich in den Besitz der Herren von Gemmingen-Guttenberg, woraufhin die Wollenberger Gemeinde reguläre Filialgemeinde von Hüffenhardt wurde. 1728 wurde für das Glockentürmchen der Wollenberger Kapelle noch eine zweite Glocke angeschafft, allerdings befand sich das Gebäude bereits in desolatem Zustand.

### Kirchenneubau von 1767/68

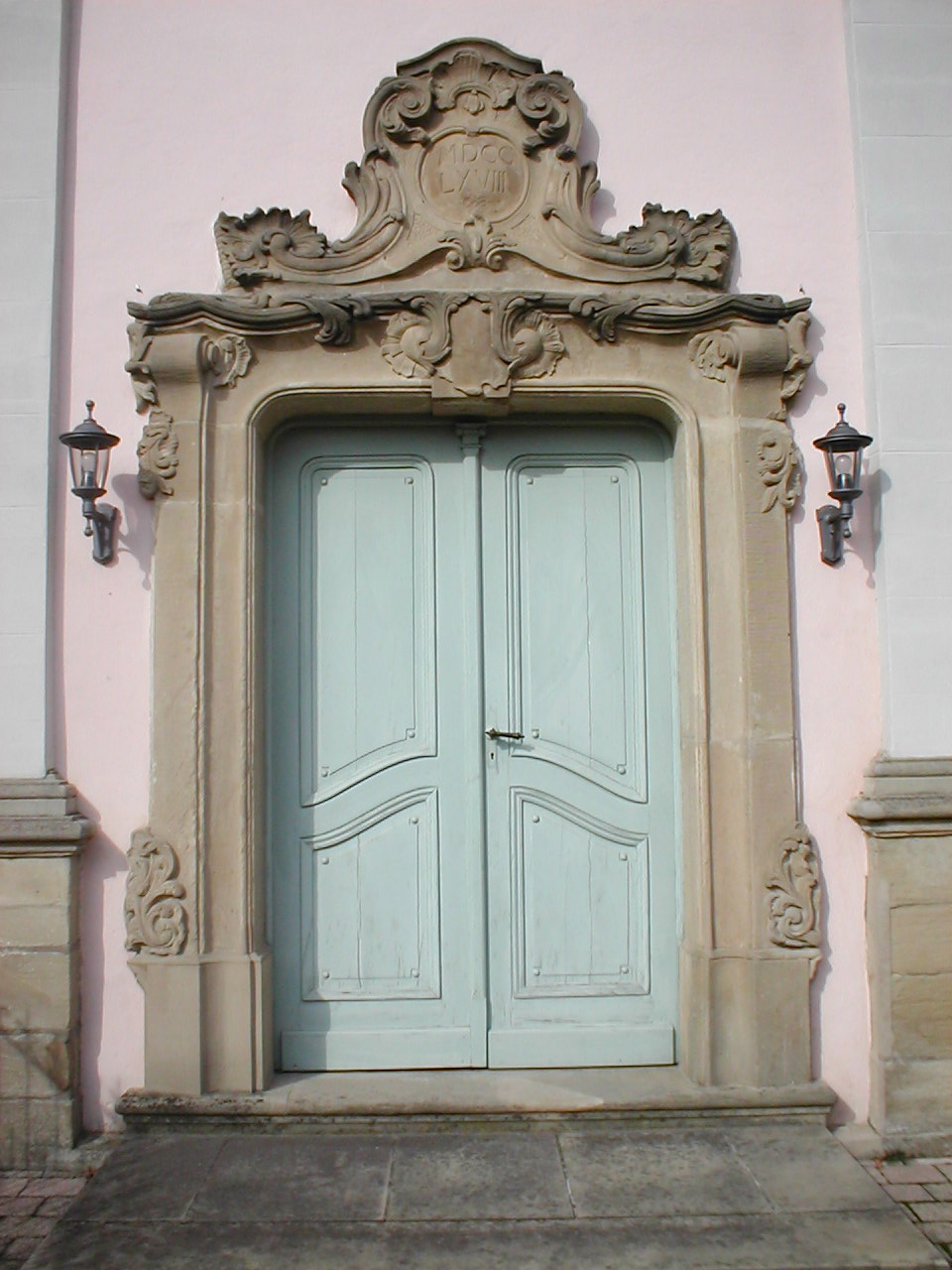
Portal der Kirche

1746 stiftete Maria Sophia von Gemmingen-Guttenberg 1000 Gulden für einen Kirchenneubau in Wollenberg. Ortsherr Philipp von Gemmingen (1702–1785) und sein Bruder Reinhard (1698–1773) bekundeten ebenfalls ihre Unterstützung eines Neubaus. Man kam überein, den Neubau in der Ortsmitte zu errichten und die alte Kapelle zur Schule umzubauen, während man die alte Schule des Ortes als Wohnhaus verkaufen wollte. Zur Beschaffung des Bauplatzes für den Kirchenneubau neben dem Gasthaus Löwen waren einige umfangreiche Grundstücksgeschäfte nötig, die 1763 getätigt wurden. Ebenso kam man überein, auf Frondienste beim Kirchenbau zu verzichten, die Untertanen wurden für ihre Mithilfe beim Kirchenbau vielmehr entlohnt.
Der Grundstein für die Kirche wurde am 20. August 1767 gelegt. Der Bau gilt als letztes Werk des Grombacher Baumeisters Johann Peter Moll, der im Dezember 1767 starb. Seine Aufgaben führte der ebenfalls aus Grombach stammende Franz-Joseph Remlinger fort. Am 28. Oktober 1768 konnte in der neuen Kirche der erste Gottesdienst gefeiert werden. Ein großer Teil der Bausumme von 3916 Gulden konnte aus der durch Zinsen angewachsenen Stiftung von 1746 bestritten werden. Orgel und Glocken stammten aus der alten Kirche, den Taufstein stiftete 1780 die Witwe Reinhards, Maria Magdalena von Gemmingen geb. von Bärenfels. Eine Empore wurde 1833 eingebaut. 1845 erwarb die Gemeinde eine gebrauchte Orgel aus Schönbrunn, die das alte Instrument ersetzte. Im Ersten und Zweiten Weltkrieg mussten jeweils zwei Kirchenglocken abgeliefert werden.
Das Gemeindehaus neben der Kirche wurde 1990 anstelle einer alten Scheune errichtet.

## Glocken
Die älteste in Wollenberg urkundlich nachgewiesene Glocke wurde 1685 bei Abraham Dörr in Heidelberg gegossen. Sie hatte den Schlagton a‘‘, einen Durchmesser von 48 cm und ein Gewicht von 72 kg. Ihre Inschrift lautete A. 1685 ABRAHAM DOERR IN HEYDELBERG GOSS MICH. Beim Kirchenneubau, für den man die bisherigen Glocken übernahm, kam 1768 eine Glocke hinzu, die bei Samuel Mezger in Heilbronn gegossen wurde. Sie hat den Schlagton d‘‘, einen Durchmesser von 70,5 cm und ein Gewicht von 200 kg. Ihre Inschrift lautet SOLI DEO GLORIA ME FECIT SAMUEL MEZGER HEILBRONNENSIS WOLENBERG, geschmückt ist sie mit Schmuckfriesen und einem Engelskopf sowie dem Wappen der Freiherren von Gemmingen und einem Glockengießersymbol. Eine weitere alte Glocke wurde 1910 bei der Glockengießerei Bachert in Karlsruhe umgegossen.
Im Ersten Weltkrieg mussten die historische Glocke von 1685 und der Umguss von 1910 abgeliefert werden. Als Ersatz kamen 1921 zwei Bronzeglocken von Bachert in Karlsruhe. Die größere hatte den Schlagton f‘‘ und ein Gewicht von 97 kg, die kleinere hatte den Schlagton as‘‘ und ein Gewicht von 54 kg. Diese beiden Glocken mussten 1942 im Zweiten Weltkrieg abgeliefert werden, so dass zunächst nur die Glocke von 1768 in der Kirche verblieb.
Das heutige dreistimmige Geläut entstand 1952 durch den Neuguss von zwei Bronzeglocken bei Bachert in Bad Friedrichshall-Kochendorf. Die größere hat den Schlagton e‘‘, einen Durchmesser von 62 cm und ein Gewicht von 130 kg. Ihre Inschrift lautet FRIEDE AUF ERDEN EVANGELISCHE KIRCHENGEMEINDE WOLLENBERG 1952. Die kleinere hat den Schlagton g‘‘, einen Durchmesser von 52 cm und ein Gewicht von 74 kg. Ihre Inschrift lautet DEN MENSCHEN EIN WOHLGEFALLEN. EVANGELISCHE KIRCHENGEMEINDE WOLLENBERG 1952. Die Läutanlage der Kirche wird seit 1974 elektrisch betrieben.